# I liga paragwajska w piłce nożnej (1983)
Mistrzem Paragwaju został klub Club Olimpia, natomiast wicemistrzem Paragwaju – Sportivo Luqueño.
Mistrzostwa podzielone zostały na cztery etapy. Pierwsze trzy etapy zadecydowały o tym, które sześć klubów weźmie udział w czwartym – decydującym o mistrzostwie – etapie. Zwycięzca czwartego etapu został mistrzem Paragwaju.
Do turniejów międzynarodowych zakwalifikowały się następujące kluby:
- Copa Libertadores 1984: Club Olimpia, Sportivo Luqueño

Do drugiej ligi spadł klub Oriental Asunción. Na jego miejsce z drugiej ligi awansował klub Tembetary Ypané.

## Trzeci etap
| Poz | Klub                |
| --- | ------------------- |
| 1   | Sportivo Luqueño    |
| 2   | Club Sol de América |
| 3   | Club Libertad       |
| 4   | Cerro Porteño       |
| 5   | Club River Plate    |

| Poz | Klub                |
| --- | ------------------- |
| 1   | Club Olimpia        |
| 2   | Atlético Colegiales |
| 3   | Club Nacional       |
| 4   | Oriental Asunción   |
| 5   | Club Guaraní        |

## Czwarty etap – runda finałowa

### Tabela końcowa czwartego etapu 1983
| Poz | Klub                |
| --- | ------------------- |
| 1   | Club Olimpia        |
| 2   | Sportivo Luqueño    |
| 3   | Club Libertad       |
| 4   | Club Sol de América |
| 5   | Cerro Porteño       |
| 6   | Club Nacional       |